# 北炭夕張新炭鉱ガス突出事故
北炭夕張新炭鉱ガス突出事故（ほくたんゆうばりしんたんこうガスとっしゅつじこ）とは、1981年（昭和56年）10月16日に北海道炭礦汽船（以下「北炭」と表記）の関連会社「北炭夕張炭鉱株式会社」が経営する夕張新炭鉱（北海道夕張市。以下「北炭夕張新炭鉱」と表記）で発生したガス突出事故、およびこれに伴う坑内火災事故である。
最終的な死者数は93人にのぼり、戦後に発生した炭鉱事故の死者数としては1963年（昭和38年）に発生した三井三池三川炭鉱炭塵爆発の458人、1965年（昭和40年）に発生した三井山野炭鉱ガス爆発事故の237人に次いで3番目の事故となった。

## 国の石炭政策と北炭夕張新炭鉱の開鉱
終戦直後、国は国土の復興に不可欠な石炭・電力・鉄鋼の三事業を最優先で再生させる「傾斜生産政策」を打ち出したが、割安な海外炭や石油への依存度を強めるエネルギー政策の転換により、以後は国の強い指導のもと、各炭鉱に合理化を求めた。国は1962年（昭和37年）に策定された「石炭合理化大綱」により、当時出炭していた炭鉱を「ビルド鉱」「現状維持鉱」「スクラップ鉱」にランク分けし、国策として計画的な生産合理化と閉山に着手。これにより九州（筑豊）・北海道（空知）をはじめとした産炭地域では昭和40年代にかけて、「スクラップ鉱」とされた中小炭鉱が次々に閉山へと追い込まれた。その一方、「ビルド鉱」とされた大手炭鉱では国から補助金などを受けながら、最新の設備を導入して大規模炭鉱の開発を進めた。この「ビルド鉱」の一つが、1975年（昭和50年）6月に出炭を始めた北炭夕張新炭鉱だった。
夕張は北炭が1890年（明治23年）より炭鉱開発を始め、従業員のために電気・ガス・水道・道路などの社会基盤も整備するなど、夕張の街は事実上、北炭が作ったものであった。最盛期には大小24の炭鉱を擁し、11万7000人の人口で栄え「炭都」と呼ばれた夕張も、相次ぐ閉山により炭鉱の数は大幅に減り、事故発生時の1981年（昭和56年）には北炭夕張新炭鉱のほか北炭真谷地炭鉱・三菱南大夕張炭鉱の3つにまで減っていた。こうした石炭産業の斜陽化のなかで北炭も経営難に陥り、1981年（昭和56年）には国から石炭政策に基づく制度融資として計270億円の貸し付けを受けていた。北炭夕張新炭鉱は北炭グループが企業の存亡をかけ、最新鋭の設備を揃えて開鉱した炭鉱でもあった。しかし、国は巨額の貸し付けを行う一方で、北炭夕張新炭鉱に対して一層の合理化を求めた。
北海道新聞が取材した当時の関係者の証言によると、国から『生産計画を達成できなければ、補助金を打ち切る』と圧力をかけられ、会社は計画達成のために無理をし続けていたという。「坑道が地圧でつぶれ炭車（採掘した石炭を運ぶ箱車）が通れなくなったら、レール部分を掘り下げる応急措置で生産を続けた」とも証言している。夕張は良質な原料炭（主に製鉄・鋳物用に使われる粘結性の強い強粘結炭）が産出されたが、一方でメタンを多く含むガス（コールベッドメタン）が頻繁に発生していたうえ、地下深い鉱脈で採炭していたことからたびたびガス爆発や炭塵爆発、落盤等の事故に見舞われ、災害の多さも際立っていた。夕張新炭鉱でも産出開始直後の1975年（昭和50年）7月にガス突出事故（死者5名）が発生していたほか、1981年（昭和56年）にも2度の落盤事故などで5名が死亡していた。夕張新炭鉱の石炭層は盤圧が高いうえに自噴メタンガス量も北海道内の他炭鉱の平均値と比較して3倍の値であり、ガス突出事故の起きやすい炭鉱として要注意とされていた。その一方、事故が発生した北部開発区域は北炭再建の決定的な鍵を握る場所とも位置づけられていたため、大量のガスや盤圧対策が技術的に解決されていなかったにもかかわらず、日産5000トンとしていた出炭計画量を下回る状況が営業開始当初より続いていたことから採炭を優先し、ガス抜きのためのボーリングなど坑内の保安対策は後手に回っていた。坑内のガス濃度は1.5%を超えると危険な状態とされ、会社の基準では坑内員を避難させることになっていたが、坑内員のガス測定器から警報ブザーが鳴りっぱなしの状態であることを保安係員に報告しても、ブザーが鳴る目盛りを2%まで上げて採炭を続けさせた。事故現場付近では以前より警報音が鳴り続けており、ガス濃度が高いことを示していたため「発破は危険」と進言していたが、それも無視されたという。

## 事故発生から収束まで
記載の日時はすべて日本標準時（JST）を用いている。
1981年（昭和56年）10月16日12時41分ごろ、海面下810メートル（坑口より約3000メートル）にある『北部区域北第五盤下坑道』の掘進作業現場付近で大規模なガス突出事故が発生。地上の総合事務所内にある集中監視室のメタンガスセンサーに異常値が出ていることを確認したことから、坑内の検査員と連絡をとって事故発生を確認。坑内では下請け企業の坑内員を含め838人が入坑しており、北部方面では事故が発生した北第五盤下坑道の95人をはじめ160人が一番方として作業を行っていた。会社は地上から全坑内員に退避命令を出し、近隣の北炭幌内炭鉱・北炭真谷地炭鉱へも応援を求め、計50名からなる救護隊が組織され救出作業を開始した。77人は自力脱出、または救護隊によって救出されたが、救護隊により33名が遺体で収容されたほか、坑内で10名の死亡を確認している。死亡者の多くは脱出中に坑道内で倒れていたところを救護隊によって発見された。死因はいずれもメタンガスを大量に吸ったことによる酸欠死、および粉塵による埋没死とみられた。死者の中には現職の夕張市議会議員も含まれていた。当時の北海道新聞によると、札幌鉱山保安監督局などが救出された坑内員や入坑した救護隊員などからの調査として、北第五盤下坑道後向切羽から約100メートル手前に崩落現場があり、大量の粉塵で坑道がふさがっていたうえ、ガスが走りぬけた痕跡もみられたことから、当初はこの付近が突出現場とみられていたが、18日までに突出現場を北第五盤下坑道の第一立入ゲート付近と断定。同坑道は突出警戒区に指定されていたが、事故発生前の10月16日10時40分に発破作業が行われていた。
16日23時30分頃、北第五盤下坑道後向切羽付近で坑内火災が発生、地上と坑内を無線で連絡していた救護隊員5名・夕張新炭鉱の保安上席係員5名、および一度は生存が確認されていた15名との無線連絡が途絶え、二次災害となった。このとき二次災害に巻き込まれた救護隊員は酸素マスクなどの防備をしていなかったことが、後に判明している。当時の北海道新聞によると、この時点で会社は「被害を最小限に食い止めるため」として坑道内への注水を検討していると報じられている。翌17日未明、会社側は注水の同意を取り付けるため労働組合や不明者の家族と話し合いを行ったが、注水は坑内にいるこれらの不明者を見殺しにする措置の為、安否不明者の家族から「人命切捨て」との猛反発を受け、会社側は注水方針を一度は撤回。再び救護隊を坑内に派遣し、新たに1人の遺体を収容した。
しかし、火災による高熱に加え大量の黒煙とガスが充満していた坑内では事故発生から3日目の18日になっても小爆発が発生しており、火災も収まる兆しがなかったことから救助活動は進展せず、会社側は18日昼で救護隊の入坑を中止。家族の了解を取り付けたうえで坑内最深部への通気を止める仮密閉を実施した。仮密閉後も救急用圧縮空気は供給されていたが、この時点で坑内に取り残されている安否不明者の生存可能性は絶望視されていた。結局仮密閉でも火災は収まらず、会社側は再び注水による鎮火の検討に入った。
事故発生から6日目の10月21日、会社は59名の安否不明者に生存の可能性はないと判断し、同日に行われた家族への説明会で当時の社長林千明ら幹部は注水への同意を要請。不明者の家族は「命をよこせというのか」と激怒したが、林は「お命を頂戴いたします」と発言。翌22日には幹部らが不明者宅を戸別訪問し、この日までに全家族から同意書を取り付けた。
10月23日は注水に先立ち9時30分に救護隊員が入坑し、注水地点の傍らに菊やグラジオラスの花束を供えた。13時30分にサイレンが吹鳴されるとともに関係者が黙祷。その後59名の安否不明者がいる坑内にペンケ真谷地川から引かれた水が流し込まれた。夕張市内でも市役所や学校などで一斉にサイレンが鳴らされ、全市民が黙祷したという。注水によりようやく鎮火した坑内では排水後に遺体の収容作業が再開されたものの、注水で資材が水没していたり坑道も歪むなど荒れ果てていたた上、遺体も火災による高温環境から注水による低温環境への急激な変化などで損傷が激しく、遺体収容・確認作業は難航。最後の遺体が収容されたのは事故から163日後の1982年（昭和57年）3月28日であった。最終的な死者数は93人にのぼった。

## 事故後
事故収束後、社長の林千明は自宅で手首を切り自殺を図った。未遂に終わったが、その後代表取締役の座を辞し、退職している。
政府の事故調査委員会は1982年（昭和57年）7月3日、事故原因についての報告をまとめた。それによると、一次災害（ガス突出）の原因は「現場付近はもともとガスが多いうえガスが抜けにくい環境であったにもかかわらず、ボーリングなどのガス抜きが不十分だったことが事故に結びついた」とした。また、二次災害（坑内火災）については静電気が火元とされ、救護隊員が持ち込んだビニールシート、もしくは救護隊員の身体による帯電とし、いずれも不可抗力による事故ではなかったと指摘している。
事故は新炭鉱に会社再建の命運を託していた北炭に致命的な打撃を与えた。事故前に北炭本社から分離され夕張新炭鉱を運営していた事業会社の北炭夕張炭鉱(株)は、事故から2か月後に会社更生法の適用を申請。夕張新炭鉱も事業縮小などで再建を模索したが、事故から1年後の1982年（昭和57年）10月に閉山。さらに1987年（昭和62年）には北炭真谷地炭鉱も閉山し、夕張から北炭系の炭鉱が消滅。北炭はその後も夕張以外の炭鉱で採炭を続けていたが、1995年（平成7年）2月に北炭本体が会社更生法の適用を申請し事実上の倒産に追い込まれ、同年3月に空知炭鉱（歌志内市）が閉山したことで北炭は石炭採掘事業から完全撤退した。
遺族へは会社から一律2000万円の弔慰金が支払われたが、一部の遺族は会社と国を相手取り、損害賠償請求の訴訟を起こした。裁判は12年に及んだ結果和解し、国や会社の責任を不問とする代わりに、会社から総額約1億3200万円の和解金を得た。刑事事件としても立件され、1983年（昭和58年）に道警は業務上過失致死傷容疑で北炭幹部12人を書類送検したが、1984年（昭和59年）には証拠不十分で全員が不起訴となった。救出されるなどで生き残った坑内員の中には多量のメタンガスを吸い込んだことによる酸素欠乏症や脳機能障害、弱視などの後遺症に苦しむ者がおり、64人が労災認定を受けた。
日本の石炭産業は、当時の第二次オイルショックによる石炭見直しの風潮の中で復活の機運もあったが、この事故によってその希望はほぼ失われた。その後も1984年（昭和59年）には三井有明鉱火災事故（死者83人）、1985年（昭和60年）には三菱南大夕張炭鉱ガス爆発（死者62人）と多数の犠牲を伴う事故が相次ぎ、炭鉱の閉山がさらに進んだ。夕張に最後まで残っていた三菱南大夕張炭鉱も、前述のガス爆発事故から4年後の1990年3月（平成2年）に閉山、これにより夕張から坑内掘り炭鉱がすべて消滅した。
石炭という基幹産業を失った夕張市は「炭鉱から観光へ」の流れを加速させ、レジャー・観光施設を相次いで建設するなど過大な観光開発へ突き進んだ。しかしこれらの観光施設は相次いで経営不振に陥り多大な借金を抱えたうえ、北炭が残した住宅の改良など事後処理にかかった総額580億円の費用のうち、330億円を地方債として夕張市が負担したことなどで財政が逼迫し、後に財政再建団体へと転落する一因となった。

## 遺構
夕張市清水沢清陵町には住宅街と坑口を結んでいた通洞口が残され、その傍らに慰霊碑が建立されている。通洞口には「北炭夕張新炭鉱」の社名が刻まれ、「空気が通るように」という遺族の要望からコンクリート等による密閉はされず、鉄格子で閉鎖されている。

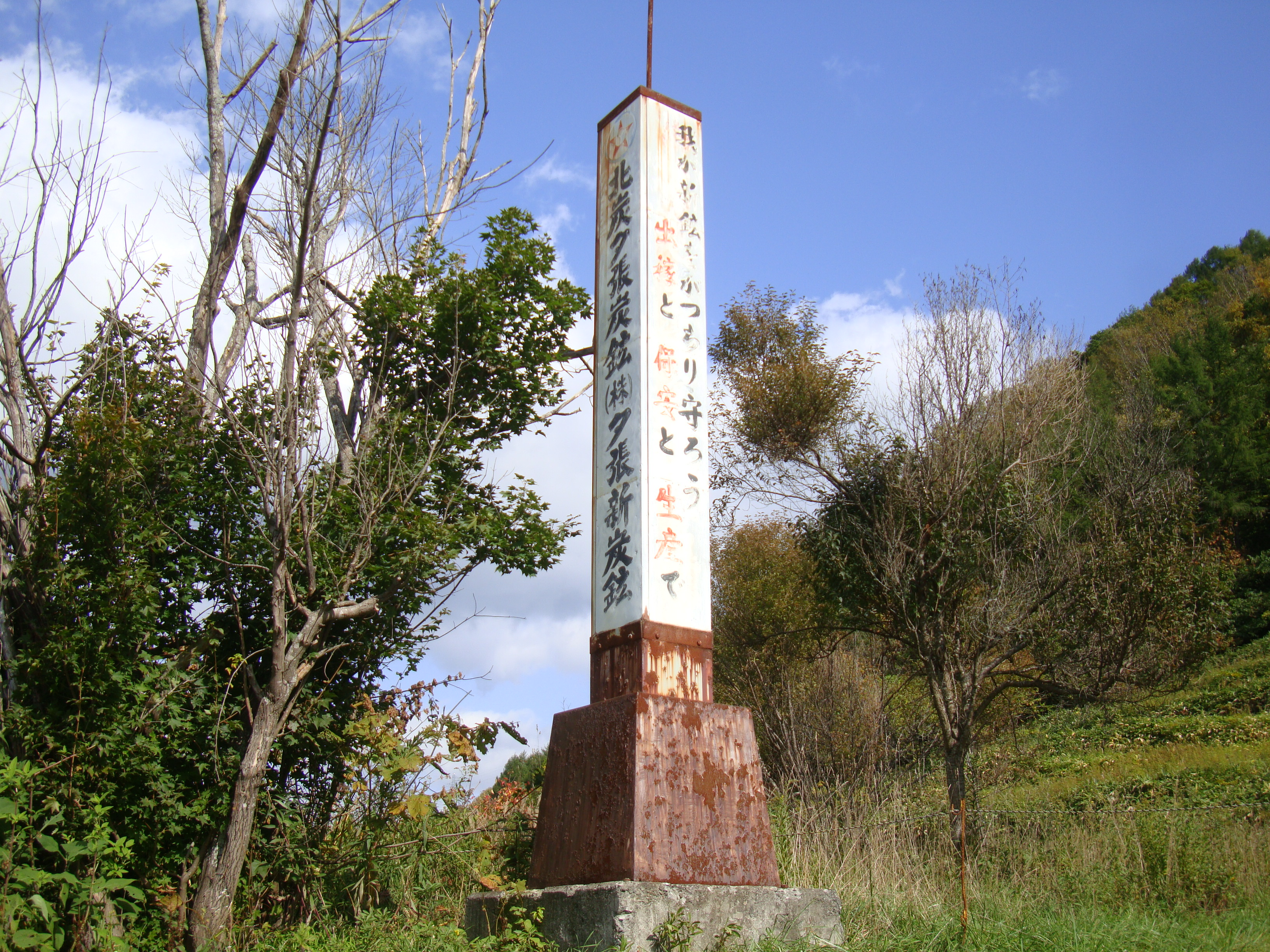
社名と安全標語が記された看板
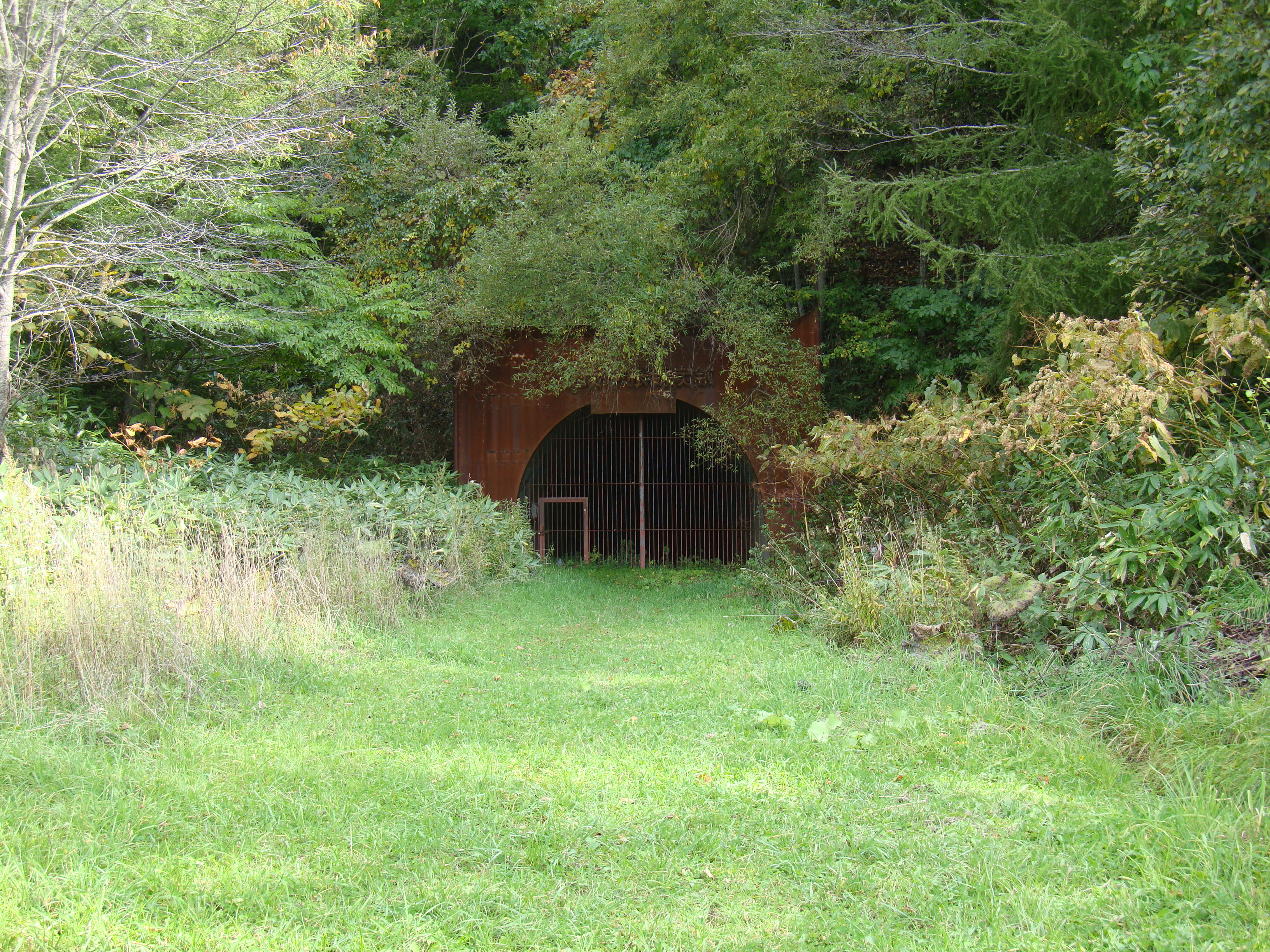
鉄格子で閉鎖された通洞口

## テレビ番組
1982年（昭和57年）5月には北海道放送（HBC）によってドキュメンタリー番組『地底の葬列』が放送され、第38回文化庁芸術祭賞において大賞（テレビドキュメンタリー部門）を受賞している。

## 関連文献
- 『夕張新炭鉱事故調査委員会報告書』夕張新炭工事故調査委員会、1982年7月。国立国会図書館書誌ID:000004274445。